# Eliška Adamovská
Eliška Adamovská (* 7. května 2001 Havířov) je česká sportovní lezkyně a vicemistryně ČR v lezení na obtížnost a v boulderingu. Přelezla dvě cesty obtížnosti 8c a v roce 2017 se zařadila mezi nejlepší české lezkyně.
Studuje na Gymnáziu Komenského v Havířově.

## Výkony a ocenění
- březen 2017: druhý český ženský přelez cesty obtížnosti 8c (16 let)[2]
- 2017: dvojnásobná vicemistryně ČR (lezení na obtížnost a bouldering)
- leden 2018: druhá cesta v obtížnosti 8c

### Skalní cesty
8c / 11-
- 18.3.2017: Fish Eye, 8c, PP, Oliana, Španělsko
- 4.1.2018: Mind Control, 8c, PP, Oliana, Španělsko

8b+ / 10+
- 14.3.2017: Gorilas En La Niebla, 8b+, PP, Oliana, Španělsko
- 15.7.2017: Ixeia, 8b+, PP, Rodellar, Španělsko
- 17.11.2017: Kaj Ti Je Deklica?, 8b+, PP, Mišja Peč, Slovinsko
- 26.12.2017: Humildes Pa Casa, 8b+, PP, Oliana, Španělsko

8b/8b+ / 10/10+
- 14.4.2017: Marjetica, 8b/8b+, PP, Mišja Peč, Slovinsko
- 12.7.2017: Botanics, 8b/8b+, PP, Rodellar, Španělsko

8b / 10
- 25.9.2015: Mrtvaški Ples, 8b, PP, Mišja Peč, Slovinsko
- 11.3.2017: La Marroncita L2, 8b, PP, Oliana, Španělsko
- 18.7.2017: Highway, 8b, PP, Bielsa, Španělsko

OS, flash
- 5.9.2015: Gameboy Plus, 8a, flash, Massone, Itálie
- 7.7.2017: La Vara De Florentine, 7c+, OS, Rodellar, Španělsko
- 5.7.2017: Tragaldabas, 7c+, OS, Rodellar, Španělsko

### Závodní výsledky
| Mistrovství Evropy | Mistrovství Evropy |
| Rok                | 2017               |
| ------------------ | ------------------ |
| Obtížnost          | 36-38              |

| Mistrovství České republiky | Mistrovství České republiky |
| Rok                         | 2017                        |
| --------------------------- | --------------------------- |
| Obtížnost                   | 2                           |
| Bouldering                  | 2                           |

| Mistrovství světa juniorů | Mistrovství světa juniorů | Mistrovství světa juniorů | Mistrovství světa juniorů |
| Rok                       | 2015 kat. B               | 2016 kat. B               | 2017 kat. A               |
| ------------------------- | ------------------------- | ------------------------- | ------------------------- |
| Obtížnost                 | 7                         | 22                        | 22-24                     |
| Bouldering                | —                         | 28-29                     | 39-40                     |

| Mistrovství Evropy juniorů | Mistrovství Evropy juniorů | Mistrovství Evropy juniorů | Mistrovství Evropy juniorů |
| Rok                        | 2015 kat. B                | 2016 kat. B                | 2017 kat. A                |
| -------------------------- | -------------------------- | -------------------------- | -------------------------- |
| Obtížnost                  | 7                          | 18                         | 20                         |

| Evropský pohár juniorů | Evropský pohár juniorů | Evropský pohár juniorů | Evropský pohár juniorů |
| Rok                    | 2015 kat. B            | 2016 kat. B            | 2017 kat. A            |
| ---------------------- | ---------------------- | ---------------------- | ---------------------- |
| Obtížnost              | 5                      | 6-7                    | 13                     |
| jednotlivě*            | 8,7,6,5                | 18,4                   | 20,-,-,12,8            |
|                        |                        |                        |                        |
| Bouldering             | —                      | —                      | 29                     |
| jednotlivě*            | —                      | —                      | 21,12,-,-,-            |

- pozn.: nalevo jsou poslední závody v roce